# Lamine Merbah
Lamine Merbah est un cinéaste algérien né le 28 juillet 1946 à Tighennif (dans la région de Mascara) en Algérie. Il a produit et réalisé nombre de films, feuilletons et documentaires dont Les Déracinés, Radhia et L'Afrique, des ténèbres à la lumière sont les plus connus.

## Études
Il poursuit ses études primaires dans sa ville d'origine Ksar Chellala (Wilaya de Tiaret), secondaires au lycée Bencheneb (Wilaya de Médéa). Il rejoint par la suite l'Institut national du cinéma (INC) entre 1964 et 1967 et travaille comme stagiaire à la télévision polonaise en 1968. Il décroche une licence en sociologie en 1973 à l’université d'Alger.

## Parcours professionnel
À partir de 1970, il travaille parallèlement pour la maison d'édition SNED et comme réalisateur à la Radiodiffusion télévision algérienne.
En 1988, il devient directeur général de l'Entreprise nationale de production audiovisuelle (ENPA) jusqu'à 1995, année où il tombe malade et obligé de garder le lit pendant de longues années. En 2002, il reprend la caméra pour réaliser un feuilleton: Le Miroir brisé. En 2003, il crée son entreprise Amine Intaj avec laquelle il a signé plusieurs productions (feuilletons, films, documentaires, etc.).

## Vie privée
Lamine Merbah est marié et père de trois enfants. Il est également le fils de Moulay Merbah, figure du mouvement national algerien.

## Filmographie

### Courts métrages
- 1968 : De l'eau pour tous
- Logement et habitat
- Victimes de la guerre
- Les Aveugles

### Films
| Année | Film                       | Profession(s) | Profession(s) | Profession(s) | Profession(s) |
| Année | Film                       | Réalisateur   | Scénariste    | Producteur    |               |
| ----- | -------------------------- | ------------- | ------------- | ------------- | ------------- |
| 1969  | Al Mountassar              | Oui           | Oui           |               |               |
| 1971  | La Mission                 | Oui           | Oui           |               |               |
| 1971  | Yades                      | Oui           | Oui           |               |               |
| 1972  | Les Spoliateurs            | Oui           | Oui           |               |               |
| 1973  | Les Médaillés              | Oui           | Oui           |               |               |
| 1974  | Chaâbia                    | Oui           | Oui           |               |               |
| 1975  | Les Révoltés               | Oui           | Oui           |               |               |
| 1977  | Les Déracinés              | Oui           | Oui           |               |               |
| 1983  | Conversation               | Oui           | Oui           |               |               |
| 1985  | Du Fond du cœur            | Oui           | Oui           |               |               |
| 1992  | Radhia                     | Oui           | Oui           |               |               |
| 2005  | Amine regard d'enfant      | Oui           | Oui           | Oui           |               |
| 2008  | Lakhdar et la bureaucratie |               | Oui           | Oui           |               |

### Feuilletons
- 2003 : Le Miroir brisé (المرآة المكسورة en arabe)
- 2005 : La Disparue (المفقودة en arabe)
- 2008 : Darna Lakdima (Notre ancienne maison)[2]

### Documentaires
- Animaux du Désert
- La Steppe
- Véhicules industriels
- Académie militaire
- 3 documentaires touristiques (Algéro-Libyen)
- 2009 : L'Afrique, des ténèbres à la lumière[3]
- 2011 : L'Imam Ibn Youcef Es-snoussi (الشيخ الإمام محمد بن يوسف السنوسي التلمساني الأشعري en arabe)[4]